# Ivoirité
Ne doit pas être confondu avec Ivoirite.
 (26 avril 2021).
L’ivoirité est un concept idéologique ivoirien qui associe : identité culturelle (savoir), souveraineté (savoir être) et créativité (savoir-faire).
L'ivoirité est donc tout ce par quoi se reconnaît la communauté humaine ivoirienne (social, politique, régional, national, ethnique, etc.) en termes de valeurs, de pensées et d'engagement, de langue et de lieu de vie, de pratiques, de traditions et de croyances, de vécu en commun et de mémoire historique.
Il se rapproche du concept de préférence nationale comme dans de nombreux pays en Afrique et dans le reste du monde.

## Origines
Le terme est utilisé pour la première fois par l'écrivain Niangoran Porquet au début des années 1980.
Puis dans la deuxième moitié des années 1990, un groupe d'universitaires, réunis autour du philosophe Niamkey Koffi, de l'écrivain Jean-Marie Adiaffi et de l'anthropologue Nyangoran Bouah, développèrent ce concept culturel comme un concept de retour aux valeurs traditionnelles ivoiriennes.

## Notions préalables
La Côte d'Ivoire abrite plus de 64 ethnies qu'on peut regrouper en grands ensembles. Chaque groupe ethnique se distingue par un ensemble de codes, d'us et de coutumes traditionnels, et généralement par leur langue : 
- Au Nord-Ouest : les Dioulas (Dioula signifie en bambara « commerçant », Dioula n'était donc pas originellement un peuple distinct, mais ils ont leur propre langue ; c'est de plus devenu l'appellation générique des Mandingues de Côte d'Ivoire). Les Mandingues sont présents dans une grande partie de l'Afrique de l'Ouest, et les Dioulas notamment au Mali et au Burkina Faso.
- Au Nord-Est : les Sénoufos (dont les langues appartiennent au groupe voltaïco-congolais). Ils appartiennent au grand groupe des peuples Mandés et Krous. Ils sont également présents au Mali et au Burkina Faso.
- À l'Ouest : les Krous (Bétés, Didas, Wés…) et des peuples Mandés (Gouros, Dans (Yacoubas) et les Gagous). Dans, Guerés, Grebos, etc. sont également présents au Liberia.
- Du Centre au Sud-Est : les Akans (Abrons, Agnis, Appoloniens (Nzima), les Baoulés, les Sénoufos Nafanas…). Agnis, Abrons, Nafanas, etc. sont également présents au Ghana.

Ces grands groupes ethniques occupent des zones spatiales importantes dépassant les frontières nationales, et les populations à l'intérieur de ces zones sont souvent hétéroclites, mais non antagonistes.
L'islam et le christianisme sont très implantées et des pratiques animistes traditionnelles sont toujours présentes.

## Le concept d'ivoirité
L'ivoirité est un concept visant à définir la nationalité ivoirienne dans un processus de démocratisation et d'unification nationale d’une société en manque d'imaginaire « globalement national ». Il s'appuie sur des notions culturelles et vise à promouvoir les cultures et productions nationales. Le concept d'ivoirité est apparu en 1945 à Dakar, avec des étudiants ivoiriens. Le concept n'a alors pas la même signification, il fait plus écho à une appartenance africaines global, puisque, dans le cadre de l'université de Dakar, les termes "sénégalité" ou "soudanité" étaient de mise. Cela prouve bien que le mot "Ivoirité" s'inscrivait dans une logique panafricaine.
Il réapparaît avec Henri Konan Bédié en 1994 dans un contexte de crise économique, où les ressortissants du Nord de la Côte d'Ivoire assimilés aux travailleurs burkinabés, maliens, etc. présents en nombre lors de la « fièvre du cacao » étaient rejetés par une partie de la population avec la crise de la filière. Le concept d'ivoirité était alors utilisé comme xénophobie et sectarisme confessionnel envers les nordistes et les musulmans, et il allait devenir un point majeur de discrimination dans la lutte pour le pouvoir politique en Côte d'Ivoire.

## L'aspect politique
Le mot est employé d'abord par le président Henri Konan Bédié en 1993. Il met en place le concept selon lequel une personne serait ivoirienne seulement si ses quatre grands-parents sont nés en Côte d'Ivoire, ce qui permet d’écarter son opposant Alassane Ouattara. Le FPI de Laurent Gbagbo s'en empare également, tant pour exploiter le rejet des étrangers que pour rejeter la concurrence de Ouattara. Ce rejet de Ouattara est facilité par le contexte de « méfiance identitaire ».
À une différence ethnique, s'ajoute de plus une différence de religion : les Ivoiriens du Nord, musulmans, sont soupçonnés d'être de mauvais Ivoiriens, et sont donc rejetés par certains Ivoiriens du Sud. Mais il aboutit à un sentiment d'exclusion des populations du Nord, notamment les Malinkés, dont les patronymes ont le plus facilement une consonance étrangère.
La Côte d'Ivoire est une population cosmopolite du point de vue culturel et ethnique : au recensement de 1998, elle compte 26 % d'étrangers.
Mais la mixité ne se fait pas uniquement entre nations mais aussi entre groupes ethniques et même entre religions. Très peu de familles à Abidjan, la capitale économique, sont entièrement d'une ethnie ou d'une religion.
Pourtant, une partie de la population est victime d’exclusion, et Alassane Ouattara comme Henri Konan Bédié sont censurés. Le PDCI comme une large part du FPI y adhèrent.
Cette notion d'ivoirité est dénoncée par la FIDH comme étant à la base d'un « système xénophobe », qui dénonce également la loi sur la nationalité et la loi foncière, qui violent selon elle les droits civils, politiques, économiques et sociaux protégés par les pactes de l'ONU. Le problème foncier restant un problème de manque accru d'organisation qui mine les sociétés dans les pays en voie de développement.

## Un concept économique
L'ivoirité est un concept visant à définir la nationalité ivoirienne dans un processus de démocratisation et d'unification nationale pour une société en manque d'imaginaire « globalement national ». Il s'appuie sur des notions culturelles simples et vise à promouvoir les cultures et productions nationales. Le concept d'ivoirité apparaît dans un contexte économique de crise. La production nationale connaît un très fort ralentissement, et tandis que les prix des matières premières nationales comme le café et cacao poursuivent leur chute, les produits importés continuent d'augmenter. Le principe d'ivoirité vise donc à renverser ou au moins réduire le problème de la balance commerciale déficitaire (tout comme les transferts de capitaux, situation aggravée par la dévaluation).
Si la Côte d'Ivoire est un des rares pays à n'avoir pas vu sa population souffrir de la dévaluation, c'est parce qu'elle avait plus facilement accès aux crédits internationaux que ses voisins de la zone UEMOA. Mais ces crédits devenant trop lourds dans le PIB il fallait à tout prix que la Côte d'Ivoire développe une industrie pérenne tournée vers l'exportation (objectif majeur de la dévaluation) et réussisse à diminuer le montant de ses importations (notamment de produits finis).
L'ivoirité appelait à l'élan national via des spots publicitaires (radio, affichage public, télévision et journaux de presse) avec un slogan simple : « Consommons ivoirien ». Le message se voulait clair et simple, vantant les consommations alimentaires des différentes régions du pays et tout le pays du Nord au Sud et de l'Est à l'Ouest.

## Dimension religieuse
La dimension religieuse de l'ivoirité est apparue avec l'ancien Premier ministre Alassane Ouattara, qui commenta son inéligibilité à la présidentielle en affirmant : « On ne veut pas que je sois président parce que je suis musulman et nordiste ».

## La controverse
Ce concept conduit notamment à l'élimination du candidat Alassane Ouattara et à la naissance d'un mouvement d'exclusion au sein de la population ivoirienne, alors qu'une part importante des travailleurs immigrés, protégés par Houphouët-Boigny, avaient bénéficié des distributions généreuses de cartes d’identité ivoiriennes. Le problème s’est posé lors du retour de fonctionnaires licenciés (ajustement structurel de type FMI) dans leur village natal, où ils ont vu les emplois tenus par des étrangers.

## Sources